# Hertugdømmet Oświęcim
Hertugdømmet Auschwitz (tysk: Herzogtum Auschwitz), polsk: Księstwo Oświęcimskie, tjekkisk: Osvětimské knížectví), var et af mange schlesiske hertugdømmer beliggende i Øvre Schlesien i grænselandet mellem nutidens Polen, Tjekkiet og Slovakiet. Hertugdømmet blev oprettet i 1315, og det blev nedlagt i 1918. Hovedbyen var Oświęcim (tidligere Auschwitz).
Auschwitz fik sin egen hertug, da Hertugdømmet Teschen i Lillepolen blev delt i 1315. Siden har Hertugdømmet Auschwitz ofte været i personunion med andre lande.
I en periode hørte Hertugdømmet Auschwitz under Kongeriget Bøhmen. I 1348 kom landet også under Det tysk-romerske Rige.
I 1457 blev Auschwitz forenet med Polen. Frem til 1772 førte den polske konge også titlen hertug af Auschwitz.
Ved Polens første deling i 1772 kom Hertugdømmet Auschwitz under Østrig. Frem til 1918 førte den østrigske kejser også titlen hertug af Auschwitz.
Fra 1818 til 1866 var Auschwitz (sammen med andre dele af Kejserriget Østrig) en del af Det tyske forbund). Derefter hørte Hertugdømmet Auschwitz administrativt under Kongeriget Galicien og Lodomerien (tysk: Königreich Galizien und Lodomerien mit dem Großherzogtum Krakau und den Herzogtümern Auschwitz und Zator).
I 1921 blev området indlemmet i den anden polske republik, og Hertugdømmet Auschwitz eksisterede ikke længere.
50°02′N 19°14′Ø / 50.03°N 19.24°Ø